# Sella Giudicarie
Sella Giudicarie è un comune italiano di 2 958 abitanti della provincia autonoma di Trento in Trentino-Alto Adige.
Il comune sparso è stato istituito il 1º gennaio 2016 a seguito della fusione dei comuni di Bondo, Breguzzo, Lardaro e Roncone, che ne costituisce il capoluogo.

## Storia

### Simboli
Il comune ha deciso di adottare uno stemma inquartato per richiamare le quattro comunità che lo hanno formato.
Vi è un riferimento esplicito al nome "Sella Giudicarie" con l'immagine stilizzata della sella di Bondo che graficamente lega la parte alta dello scudo e si allunga a formare il lago, elemento importante del territorio. Sono rappresentati inoltre i torrenti Adanà e Arnò, affluenti del Chiese e del Sarca, poiché il comune è spartiacque fra i due bacini idrografici. Nel primo quarto la raffigurazione del monumento locale ai Caduti proviene dallo stemma di Bondo; nel secondo quarto la dea Runcina, divinità della sarchiatura con un fascio di messi e un falcetto, è simbolo di Roncone; nel terzo il giglio di San Giovanni di rosso, con martello e pala da minatore in decusse derivano dallo stemma di Breguzzo; nel quarto una costruzione fortificata partita di rosso e d'argento in campo azzurro, con una stella d'oro a cinque punte, derivano dall'emblema di Lardaro.

## Monumenti e luoghi di interesse
- Chiesa di Sant'Andrea, a Breguzzo
- Chiesa di San Michele Arcangelo, a Lardaro
- Chiesa di Santo Stefano, a Roncone
- Cimitero monumentale austroungarico, a Bondo

## Società

### Evoluzione demografica
Abitanti censiti

## Amministrazione
| Periodo         | Periodo       | Primo cittadino   | Partito      | Carica                  | Note  |
| --------------- | ------------- | ----------------- | ------------ | ----------------------- | ----- |
| 1º gennaio 2016 | 8 maggio 2016 | Emanuele Bonafini |              | Commissario prefettizio | [ 5 ] |
| 9 maggio 2016   | in carica     | Franco Bazzoli    | Lista civica | Sindaco                 | [ 6 ] |